# Deutscher Segler-Bund

Flagge des Deutschen Segler-Bundes

Der Deutsche Segler-Bund (DSB) war ein nationaler Segel-Dachverband in Deutschland, der neben dem Deutschen Segler-Verband (DSVb) und dem Freien Segler-Verband (FSV) bestand. Der DSB wurde 1912 gegründet und 1933 mit dem DSVb zwangsvereint.

## Geschichte

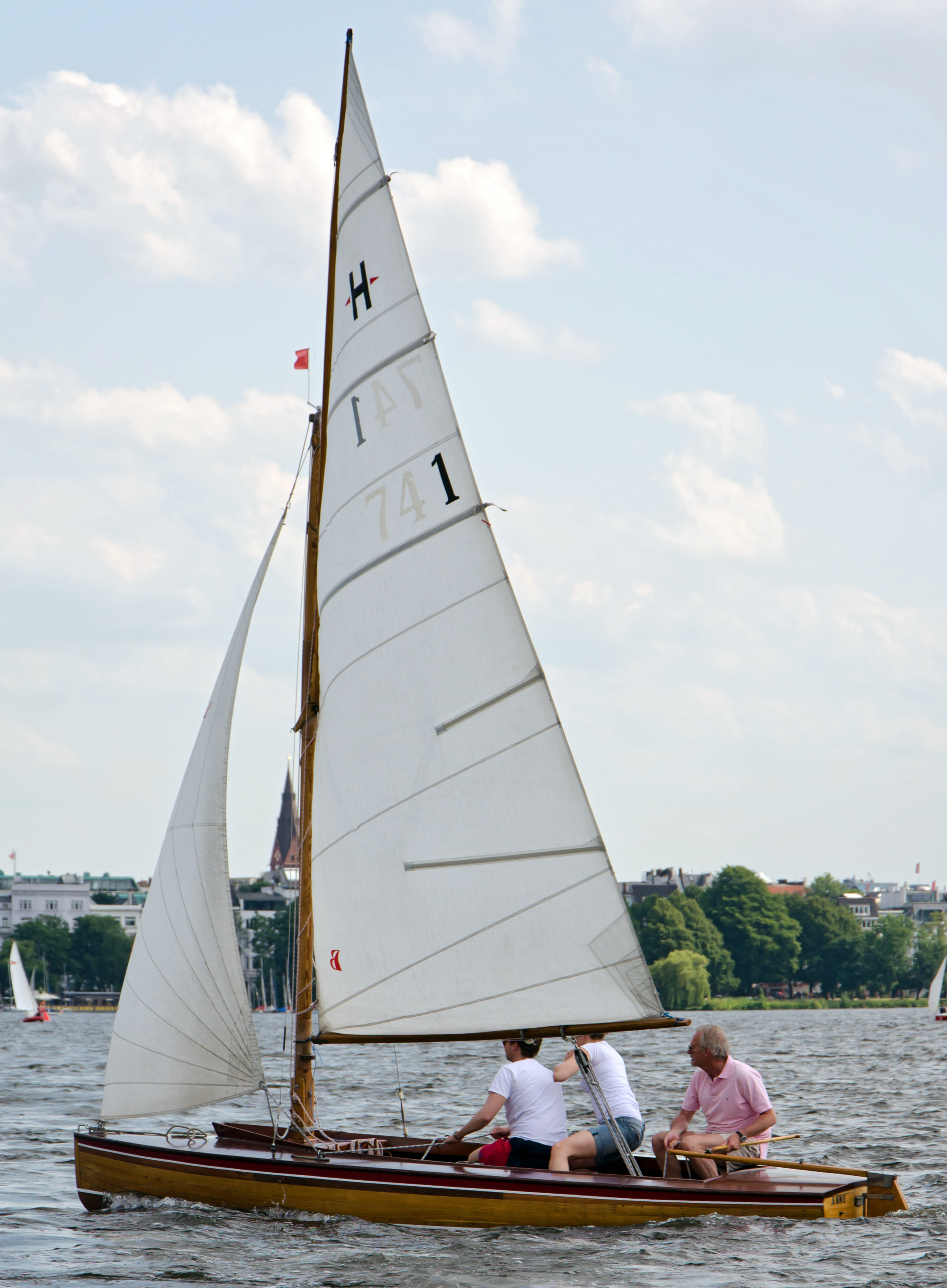
Die H-Jolle wurde auf Beschluss des Bundestages des DSB entworfen

Hintergrund der Gründung des Deutschen Segler-Bundes war die zunehmende Politisierung in großen Teilen der Seglerschaft. Bürgerliche Vereine versuchten vermehrt, auch Mitglieder aus dem Kleinbürgertum und der Arbeiterschaft zu gewinnen, um so zu verhindern, dass sich diese der Arbeitersportbewegung, insbesondere den Mitgliedsvereinen des Freien Segler-Verbandes, anschließen würden. Demgegenüber nahm der Deutsche Segler-Verband keine Vereine als auf, deren Mitglieder von ihrer Hände Arbeit lebten. Initiator der 1912 erfolgten Gründung des DSB und erster Vorsitzender war Robert Höfer, seinerseits Mitglied des Deutschen Flottenvereins, Seglergruppe Oberspree.
Schon zur Gründung hatte der DSB zwölf Mitgliedsvereine, in denen über 1.000 Segler organisiert waren. Sitz des DSB war zunächst Grünau in der Mark, später Berlin-Steglitz.
Ende 1924 beschloss der Bundestag, das höchste Organ des DSB, Bauvorschriften für eine „15-qm-Bundeswanderjolle“ mit dem Klassenzeichen „H“, die spätere H-Jolle. 1925 waren im DSB über hundert Vereine und weit über 5.000 Mitglieder organisiert. Ab 1926 war der DSB Mitglied des Deutschen Reichsausschusses für Leibesübungen.
Nach der Machtergreifung durch die Nationalsozialisten wurde der DSB 1933 im Auftrag des Reichssportkommissars Hans von Tschammer und Osten mit dem DSVb zwangsvereint.

## Struktur
Höchstes Organ des DSB war der jährlich einzuberufende „Bundestag“. Er wählte den Bundesvorstand und war wandernde Delegiertenversammlung (§§ 15 f. Satzung). Jeder Mitgliedsverein („Bundesverein“) hatte mindestens zwei und höchstens fünfzehn Stimmen – eine Stimme pro fünf in der Bundesyachtliste des DSB eingetragenen Yachten (§ 21 Satzung). Anhand der Stimmenzahl wurden wiederum die Beiträge der Mitgliedsvereine zum Bund berechnet (§ 26 Satzung). Der Bundesvorstand war ausführendes Organ des DSB; der Bundesvorsitzende vertrat den DSB nach außen (§§ 3 f. Satzung).

## Bundesvereine
Der DSB nannte seine Mitglieder „Bundesvereine“. Unter anderem folgende Vereine gehörten dem DSB als Mitglieder an:
- Tegeler Segel-Club, Berlin-Tegel
- Yacht-Club Tegel, Berlin-Tegel
- Tegeler Segel-Club „Triton“, Berlin-Tegel (heute Yacht-Club Tegel[8])
- Joersfelder Segel-Club, Berlin
- Segler-Club „Gothia“, Berlin
- Märkischer Segler-Verein, Brandenburg
- Segler-Klub „Nord-West“, Brandenburg (Havel)
- Segler-Club Oberspree, Berlin
- Segelklub „Argo“, Grünau-Berlin
- Jacht-Klub Neue Mühle, Königs Wusterhausen
- Verein Berliner Segler, Berlin
- Segel-Freunde Zeuthen, Berlin-Zeuthen
- Segler-Vereinigung Altona-Oevelgönne, Altona/Elbe
- Blankeneser Segel-Club, Blankenese (ausgetreten 1921[9])
- Segel-Club Oevelgönne v. 1901, Oevelgönne
- Wassersportverein „Hanseat“, Hamburg
- Segler-Verein Stade, Stade a. Elbe
- Segler-Vereinigung Flensburg
- Segler-Verein „Trave“, Lübeck
- Lübecker Segler-Verein von 1885, Lübeck
- Dresdner Segelclub, Dresden
- Schweriner Segler-Verein von 1894, Schwerin i. M.
- Segler-Verein „Unterweser“, Bremen
- Verein Mecklenburg-Strelitzer Segler, Neustrelitz
- Warener Segler-Verein, Waren (Müritz)
- Segelclub „Undine“, Offenbach